# 朝隈俊男
朝隈俊男（あさくま としお、1967年（昭和42年）-）は、日本の動物造形作家。

## 経歴
- 1967年に鹿児島県に生まれる[1]。
- 1997年にGallery FLOOR 2 (東京･経堂)で初の個展[1]。
- 1999年に第14回ユザワヤ創作大賞展 (東京･有楽町)で銀賞、第2回 ユーモア陶彫展'99 (岐阜･土岐)で入選[1]。
- 2011年にThe Art of Puppets 2011 / Puppet House Gallery (東京･飯田橋)やイベント「Japan Expo」 / Parc des Expositions (パリ)、「朝隈俊男＆和香」/ Galerie Choiseul (パリ)に出品[1]。尾田栄一郎×朝隈俊男コラボレーション「ONE PIECE」動物フィギュア：バンダイ「Figuarts ZERO Artist Special」を制作[1][3]